# Schoenus caespititius
Schoenus caespititius är en halvgräsart som beskrevs av William Vincent Fitzgerald. Schoenus caespititius ingår i släktet axagssläktet, och familjen halvgräs. Inga underarter finns listade i Catalogue of Life.